# Majki (Majki Małe)
Majki – część wsi Majki Małe w Polsce, położona w województwie mazowieckim, w powiecie sierpeckim, w gminie Zawidz.
W latach 1975–1998 Majki należały administracyjnie do województwa płockiego.